# Турция на «Евровидении-2012»
Турция на конкурсе песни «Евровидение 2012» была представлена певцом Джаном Бономо (тур. Can Bonomo), выступающего с песней «Love Me Back». Слова и музыку для «Love Me Back» написал сам Бономо, вдохновением для него стало написанное Джахитом Кюлеби стихотворение, которое было посвящено Ататюрку.
Певец был выбран турецкой телерадиокомпанией TRT, о чём стало известно 9 января 2012 года.
Бономо выступил во втором полуфинале под 13-м номером и по итогам зрительского голосования был допущен в финал, где выступил под 18-м номером. Набрав 112 баллов, он занял 7-е место.